# Serena (Film)
Serena ist ein US-amerikanisch-französisches Filmdrama aus dem Jahr 2014 von Susanne Bier. In den Hauptrollen spielen Jennifer Lawrence und Bradley Cooper ein frisch vermähltes Paar, das ein Holzunternehmen im North Carolina der 1930er Jahre führt. Der Film basiert auf dem gleichnamigen Roman von Ron Rash.
Die Uraufführung des Films war am 13. Oktober 2014 auf dem London Film Festival. In Deutschland startete der Film am 18. Dezember 2014, während er in den USA erst am 27. März 2015 erschien.

## Handlung
Die frisch Vermählten George und Serena Pemberton ziehen 1929 von Boston nach North Carolina, um dort in das lukrative Holzgeschäft einzusteigen. Dabei erweist sich Serena ihrem Mann als ebenbürtig: Sie kontrolliert die Arbeiter, verwaltet Finanzen, entwickelt Geschäftsstrategien und rettet bei den Holzarbeiten dem rauen Fährtenleser Galloway das Leben. Das Geschäft floriert, allerdings geraten die Pembertons wegen des Verdachts der Bilanzfälschung und Bestechung ins Visier der Justiz; zudem plant die Regierung auch noch auf Pembertons Grundbesitz einen Nationalpark zu errichten. Um die Gefahr zu bannen, ist George auch bereit, seinen Freund Buchanan umzubringen, der droht, ihn auffliegen zu lassen.
Als Serena ihr ungeborenes Kind verliert und erfährt, dass sie unfruchtbar ist, verliert sie vor Hass auf die frühere Geliebte ihres Mannes und dessen Kind den Bezug zu Realität und Moral, da sie als Kind ihre gesamte Familie bei einem Feuer verloren hat. Aus Eifersucht will sie die Verbindung zwischen George und seiner unehelichen Familie auflösen. Dabei macht auch sie vor Mord nicht halt, und nachdem sie die Betreuerin des Buben getötet hat, weist sie ihren neuen Handlanger Galloway an, den Jungen und seine Mutter selbst zu töten. Um zu erfahren, wo sich sein von der Polizei versteckter Sohn befindet, um ihn vor Galloway beschützen zu können, stellt sich George im Gegenzug beim Sheriff und gesteht seine Fälschungen und Bestechungen. Gerade noch rechtzeitig bewahrt er seinen Sohn und dessen Mutter vor dem Tod. Anschließend wird George auf der Jagd von einem Puma getötet. Serena wählt letztlich den Freitod, indem sie ihre Hütte in Brand setzt.

## Rezeption

### Kritik
Der Film erhielt weitgehend negative Kritiken. Bei Rotten Tomatoes sind nur 31 % der Kritiken positiv bei insgesamt 36 Kritiken. Die durchschnittliche Bewertung beträgt 4,5/10. Bei Metacritic erhält der Film eine Bewertung von 40/100 bei insgesamt 7 Kritiken.
The Hollywood Reporter meinte, der Film habe nur einen entscheidenden Fehler: es falle schwer, „auch nur ein einziges Wort zu glauben, ganz zu schweigen von den unbarmherzig egoistischen und kurzsichtigen Charakteren“. Kritisiert wurden zudem Christopher Kyles Drehbuch, eine „Abfolge von misstönenden Klischees und hölzernen Versuchen im Subtext“, sowie Johan Soderqvists Filmmusik, die „übersättigt“ und „anflehend orchestral“ sei. Der film-dienst bezeichnete den Film als „altbackenes Melodram, das inszenatorisch keine klare Linie findet und weder als historischer Film über die Depressionsära noch als Eifersuchtsdrama überzeugt“.
Die Cinema nannte den Film hingegen ein „erstklassig gespieltes und beunruhigend erzähltes Drama“. Die Verfilmung spiele gekonnt „mit den selbstzerstörerischen Emotionen der menschlichen Natur“ wie „Verlustängste[n], Trauer, Gier und ungezügelte[r] Besessenheit“. Die Filmwebsite kino.de kritisierte, „manche Rührseligkeiten schrappen knapp am Kitsch vorbei“, jedoch würde der Film über eine „Love-Story“ hinausgehen und vor dem Hintergrund der Wirtschaftskrise 1929 ein „Netz erotischer Manipulation und dunkler Machenschaften“ spannen.
Birgit Roschy von epd Film urteilte, dass das Epos „viel Holz vor der Hütte“ demonstriere: „zwei Stars, die schon in Silver Linings Funken schlugen, Widescreen-Panoramen, satte Farben, opulente Kostüme und eine Sirene im glamourösen Retro-Hollywoodstil, deren platinblonde Wellen auch unter widrigsten Umständen exakt gelegt“ seien. Dennoch verliere die Geschichte trotz der wuchtigen Themen „schnell an Zugkraft. Die sorgfältig ausstaffierte Holzfällerkulisse“ wirke „merkwürdig aufgesetzt und eng“, man bekomme „weder ein Gefühl für die blutigen Details der Arbeit noch für das hinterwäldlerische Proletariat, in dem Serena wie ein Komet“ einschlage.

### Einspielergebnis
Bei einem Budget zwischen 25 und 30 Mio. US-Dollar, spielte er weltweit nur 5,1 Mio. US-Dollar ein.